# Nerodima e Poshtme
Nerodima e Poshtme (albanska: Nerodima e Poshtme, serbiska: Donje Nerodimlje) är en by i Kosovo. Den ligger i kommunen Ferizaj. Enligt den senaste folkräkningen år 2011 fanns det 1 337 invånare.

## Demografi
| Demografi | 2011 |
| --------- | ---- |
| albaner   | 1336 |
| okänt     | 1    |